# Oulad Dahou
Oulad Dahou  (in arabo اولاد دحو‎?) è un centro abitato e comune rurale del Marocco situato nella prefettura di Inezgane-Aït Melloul, regione di Souss-Massa. Conta una popolazione di 14 587 abitanti (censimento 2014).